# (25906) Morrell
Pour les articles homonymes, voir Morrell.
(25906) Morrell est un astéroïde de la ceinture principale.

## Description
(25906) Morrell est un astéroïde de la ceinture principale. Il fut découvert le 27 décembre 2000 à la station Anderson Mesa par LONEOS. Il présente une orbite caractérisée par un demi-grand axe de 3,17 UA, une excentricité de 0,23 et une inclinaison de 25,2° par rapport à l'écliptique.